# Peter Hefti

Peter Hefti (1971)

Robert Peter Hefti-Spoerry  (* 6. Oktober 1922 in Zürich; † 17. September 2012 in Glarus Süd; heimatberechtigt in Schwanden GL) war ein Schweizer Politiker und Rechtsanwalt sowie FDP-Ständerat.

## Biografie
Heftis Vater Hans und Grossvater Peter waren Regierungsräte des Kantons Glarus. 
Nach dem Studium in Bern, Zürich, Genf und Basel, der Promotion (1947) und dem Erwerb des Anwaltspatentes (1949) praktizierte er als Rechtsanwalt in Glarus. 1963–1990 präsidierte er das Obergericht des Kantons Glarus. Als Politiker der Freisinnig-Demokratischen Partei war er Glarner Landrat (1953–1968) sowie Gemeinderat (1959–1990) bzw. Gemeindepräsident (1978–1986) von Schwanden.
1968 wurde Hefti von der Glarner Landsgemeinde in den Ständerat gewählt, dem er bis 1990 angehörte. Er war unter anderem in ständerätlichen Militär-, Aussenwirtschafts- und Bundesbahnkommissionen und amtete als Präsident der Finanzdelegation. 1980/81 war Hefti Ständeratspräsident.
Hefti gehörte an zahlreichen Verwaltungsräten von Industrie- und Versicherungsgesellschaften an und war Vorstandsmitglied des Vereins Schweizerischer Maschinenindustrieller. Ab 1990 führte er mit seinem Sohn eine Anwaltskanzlei, Dres. Peter und Thomas Hefti, in Glarus. Seine Fachgebiete waren Handelsrecht, Internationales Recht, Steuer- und Abgaberecht, Vertragsrecht und Zivilrecht.  Sohn Thomas Hefti wurde wie sein Vater auch Politiker: Gemeindepräsident, Landrat und Ständerat.